# Violeta Lagunes Viveros
Pour les articles homonymes, voir Lagunes (homonymie) et Viveros (homonymie).
Violeta del Pilar Lagunes Viveros (12 octobre 1971) est une personnalité politique mexicaine, membre du Partido Acción Nacional, occupant les fonctions de députée fédérale.